# Dekolonizace Afriky

Animovaná mapa s nezávislostmi afrických územích v letech 1950–2011

Dekolonizace Afriky je název pro historické údobí a společenské hnutí v Africe po druhé světové válce. Jednalo se o postupné vyhlášení nezávislosti v britských, portugalských, francouzských a belgických koloniích a proces vzniku či vyhlášení samostatných, nezávislých států. Jednalo se o součást celosvětového fenoménu osamostatňování kolonií evropských velmocí.

## Politické pozadí
Po druhé světové válce koloniální mocnosti počítaly dále s hospodářskou úlohou svých kolonií zejména v otázce přírodního bohatství. Úlohu kolonií spatřovaly také ve funkci určité protiváhy k Sovětskému svazu a jeho spojencům. Po válce dále také sílil odpor vůči kolonialismu, navíc se ukázalo, že kolonie už nemohou plnit svou úlohu pro své koloniální mateřské země. Nadále již také byla neudržitelná role afrických kolonií jako jakýchsi "vedlejších, primitivních národů na jiném kontinentě". Hlavní období dekolonizace probíhalo od roku 1955 do roku 1975, nejsilněji v roce 1960 (Rok Afriky). Později rovněž rostl počet členských států OSN z řad afrických zemí.